# Europabrücke

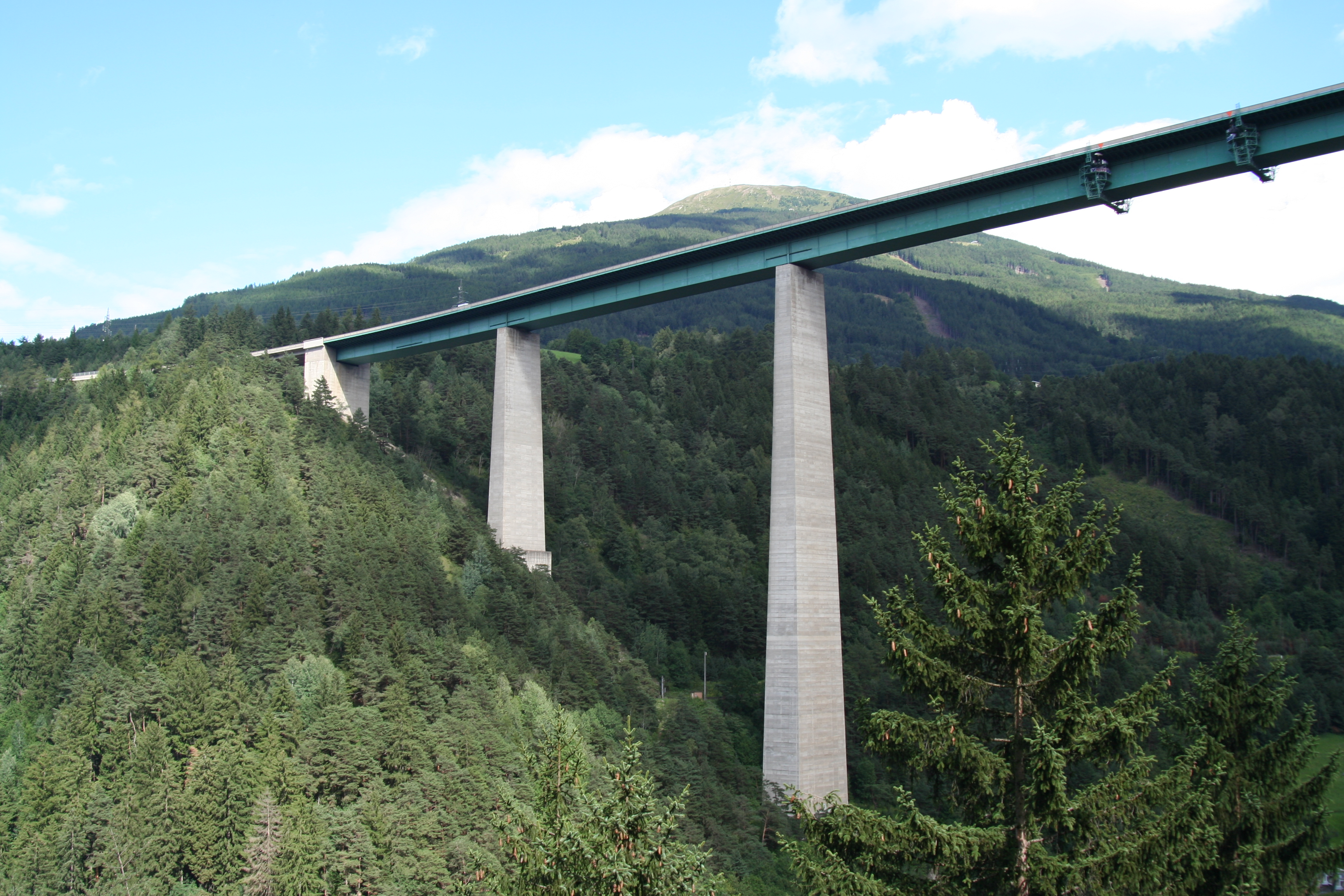
Europabrücke

Europabrücke (em português, 'Ponte Europa') é uma ponte com 777 metros (2.549 pés) de comprimento que conecta a Rodovia A13 Brenner (e a rota europeia E45) ao sul de Innsbruck, no Tirol (Áustria), através do Wipptal ('Vale Wipp'), de 657 metros (2.156 pés). Passa sobre o rio Sill e faz parte da rota principal que cruza os Alpes, desde o oeste da Áustria até o sul do Tirol, na Itália, sendo também parte da rota principal entre o sudeste da Alemanha e o norte da Itália.
O maior vão entre pilares é de 198 metros (650 pés).
Construída entre 1959 e 1963, já foi a ponte mais alta da Europa, com 190 metros (620 pés) de altura acima do solo, tendo sido superada pelo Viaduto Itália, em 1974.
Em 14 de dezembro de 2004, o viaduto de Millau assumiu este título.